# Rebellatrix
Rebellatrix ist eine Knochenfischgattung aus der Ordnung der Quastenflosser. Die einzige bisher beschriebene Art ist Rebellatrix divaricerca. Fossilien der Art wurden im Wapiti Lake Provincial Park in British Columbia in den Kanadischen Rocky Mountains gefunden und auf die Untertrias datiert. Der Holotyp ist ein fast vollständig erhaltenes, 54 cm langes Exemplar, bei dem nur Teile des Kopfes und die paarigen Flossen fehlen. Die Paratypen sind unvollständig. Zwei (25,5 + 69 cm lang) bestehen aus einer hinteren Körperhälfte, ein dritter aus einer isolierten Schwanzflosse.
Die Schwanzflosse ist bei Rebellatrix gegabelt und damit unter den Quastenflossern einzigartig. Dieses gegen „normale“ Quastenflosseranatomie „rebellierende“ Merkmal war für die Autoren der Erstbeschreibung der Grund für die Wahl des Namens Rebellatrix. Das Art-Epitheton divaricerca setzt sich aus dem lateinischen Verb „divarico“ (= auseinanderspreizen) und dem griechischen „kerkos“ (= Schwanz) zusammen.

## Merkmale
Rebellatrix war ein schlanker Quastenflosser, der eine geschätzte Länge von 1,30 m erreichen konnte. Auffälligstes Merkmal der Gattung ist die gegabelte, völlig symmetrische Schwanzflosse, deren zwei Enden in Spitzen auslaufen. Der Schwanzflossenstiel war seitlich abgeflacht. Die Segmentierung der körperfernen Abschnitte der Schwanzflossenstrahlen war reduziert. Am oberen und unteren Rand der Schwanzflosse waren die Flossenstrahlen verstärkt. Insgesamt wurde die Schwanzflosse vor allem von dicken, unsegmentierten Flossenstrahlen gestützt. Der kürzeste Schwanzflossenstrahl hatte ein Achtel der Länge des längsten. Der mittlere, quastenförmige und für Quastenflosser namensgebende Lobus der Schwanzflosse war reduziert. Die Afterflosse liegt hinter der zweiten Rückenflosse. Der in die Schwanzflosse reichende Abschnitt der Chorda dorsalis ist viermal dünner als der im Rumpf liegende Teil.

## Lebensweise
Der schlanke, mit einer gegabelten Schwanzflosse versehene Körper lässt einen schnell schwimmenden Fisch vermuten. Rebellatrix ist damit der einzige Quastenflosser mit einer aktiven Lebensweise. Die Fossillagerstätte, in der Rebellatrix gefunden wurde, besteht aus Ablagerungen eines Kontinentalschelfs; dies könnte darauf hindeuten, dass Rebellatrix ein Bewohner des offenen Ozeans war.

## Systematik
Innerhalb der Quastenflosser wird Rebellatrix als Schwestergruppe der Unterordnung Latimerioidei eingeordnet, die die ausgestorbenen, Süßgewässer bewohnenden Mawsoniidae und die marinen Latimeriidae umfasst, zu der auch die beiden heute noch existierenden Quastenflosserarten gehören.